# Grigori Spiridov

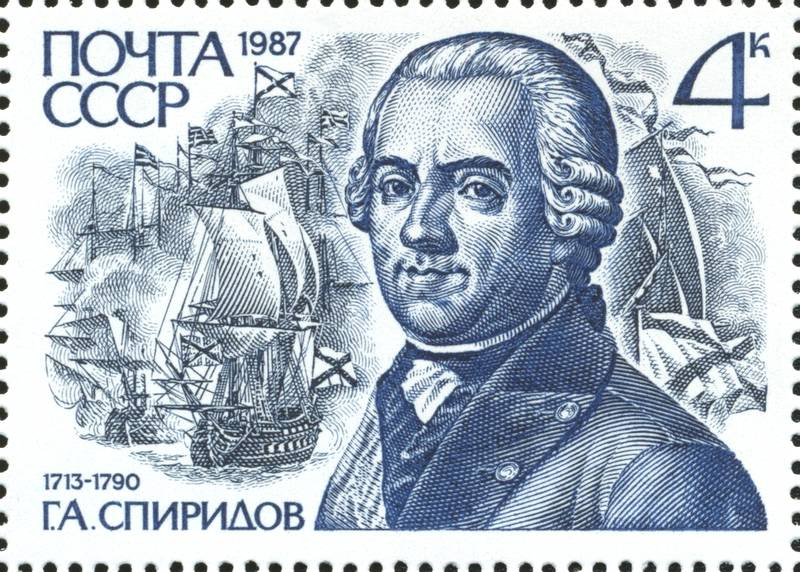
Марка СССР, 1987 г.

Grigori Andreïevitch Spiridov (en russe : Григорий Андреевич Спиридов), né le 18 janvier 1713 et décédé 8 avril 1790 à Moscou est un amiral russe, il fut l'un des chefs des forces navales de la Russie impériale et participa à la célèbre bataille de Tchesmé.

## Biographie
Grigori Andreïevitch Spiridov commença sa carrière dans la marine impériale de Russie en 1723. Promu officier en 1733, dès 1741, il commanda plusieurs navires de la Flotte de la mer Baltique. Au cours de la guerre de Sept Ans (1756-1763), il fut responsable d'un débarquement de 2 000 hommes lors de la mise en état de siège de la forteresse de Kolberg en Pologne par le comte Piotr Alexandrovitch Rumyantsev (1725-1796). En 1762, promu amiral il fut affecté au commandement du port de Revel puis, en 1766, de Kronstadt.
Au cours de la guerre russo-turque de 1768-1774, Grigori Andreïevitch Spiridov commanda une escadre de la Flotte de la mer Baltique envoyée en mission en Méditerranée afin de soutenir les Grecs dans leur lutte contre les Turcs au cours de l'été 1769. Au début de l'année 1770, il commanda les troupes de débarquement chargée de capturer  Mistra, Arcadia, et Navarin (Pylos).
Le 5 juillet 1770, une escadre sous le seul commandement du comte Alexeï Orlov, avec Grigori Andreïevitch Spiridov en avant-garde attaqua la flotte turque dans le détroit de Chios et força les Turcs à se réfugier dans la baie de Chesmé. Dans la nuit du 5 juillet 1770, l'escadre de la marine impériale de Russie commandée par Grigori Andreïevitch Spidirov et Samuel Karlovitch Greig détruisit la flotte turque au cours de la bataille navale de Chesmé (5 juillet au 7 juillet 1770). Cette victoire navale permit à la Russie d'établir sa suprématie en mer Égée. De 1771 à 1773, Grigori Andreïevitch Spiridov assura le commandement de cette région.
Lors de sa démission de la marine en 1774, Grigori Andreïevitch Spiridov éprouva du ressentiment à l'égard du comte Alexeï Orlov auquel on attribua toutes les victoires de l'amiral.

## Distinctions
- Ordre de Saint-André (le plus haut des ordres russes)
- Ordre de Saint-Alexandre Nevski
- Ordre de Sainte Anne

## À noter
Une frégate blindée porta le nom de l'amiral Grigori Andreïevitch Spiridov.

### Sources
- (en) Cet article est partiellement ou en totalité issu de l’article de Wikipédia en anglais intitulé « Grigory Spiridov » (voir la liste des auteurs).